# Мері Пелтола
Мері Пелтола (англ. Mary Peltola, уроджена Сеттлер (англ. Sattler); центр. юпік Akalleq; нар. 31 серпня 1973) — американська політична діячка і колишня суддя, виконавча директорка Міжплемінної рибної комісії річки Кускоквім. Вона є членкинею Палати представників США від загальновиборчого округу Аляски.
Пелтола була суддею Племінного суду ради корінних жителів Оруцармуїта з 2020 до 2021 року. Вона була членкинею Палати представників Аляски з 1999 по 2009 рік. Після представлення 39-го округу з 1999 до 2003 року вона представляла 38-й округ для решти її перебування на посаді.
31 серпня 2022 року Пелтола була прогнозована як переможець позачергових виборів до завершення терміну повноважень члена Конгресу США Дона Янга. Вона стала першою жінкою, яка представляє Аляску в Палаті представників, першим представником Аляски, який народився в штаті, і першим демократом, який представляє Аляску в Палаті з 1973 року, коли Янг виграв позачергові вибори.
На загальних виборах 2022 року Пелтола отримала трохи менше 49 % голосів під час першого голосування, вона була оголошена переможницею 23 листопада, знову перемігши Сару Пейлін, набравши майже 55 % голосів.